# Karl Friedrich Knorre

Karl Friedrich Knorre

Karl Friedrich Knorre (* 28. März 1801 in Dorpat; † 29. August 1883 in Berlin) war ein russischer Astronom deutscher Abstammung.

## Lebensweg
Karl Friedrich Knorre gehörte einer Astronomenfamilie an. Schon sein Vater Ernst Christoph Friedrich Knorre, der aus Neuhaldensleben bei Magdeburg stammte, war zwischen 1803 und 1810 in Dorpat (heute: Tartu) Observator der dortigen Sternwarte und Professor für Mathematik an der Kaiserlichen Universität Dorpat.
Da der Vater starb, als Karl Friedrich erst neun Jahre alt war, wuchs er bei seinem Onkel Karl Senff auf. Er war ein fleißiger Schüler und beendete die Schule sehr früh. Im Alter von 15 studierte er an der Kaiserlichen Universität Dorpat. Wie sein Vater hatte er ein Faible für die Mathematik und Astronomie. Auf Wunsch seines Onkels und Vormunds begann Karl Knorre jedoch das Studium der Theologie. Gleichzeitig nahm er aber auch das Studium der Mathematik auf. Dabei wurde der Astronom Friedrich Georg Wilhelm Struve, der spätere Direktor der Sternwarte Dorpat, auf ihn aufmerksam. Er unterstützte Karl Knorres Selbststudium und unterwies ihn in der Praxis der Astronomie.
Zu dieser Zeit führte Struve eine umfangreiche Landvermessung von Livland durch. Dabei nahm er Karl Knorre als einen seiner Assistenten mit. Als eine Anfrage des Admirals Alexey Greigh (Alexei Samuilowitsch Greig, 1775–1845), russischer Admiral und von 1816 bis 1833 Kommandant der Schwarzmeerflotte in den Jahren, nach einem Astronomen für den Aufbau des Observatorium in Nikolajew (heute: Mykolajiw) am Schwarzen Meer kam, schlug Struve Karl Knorre vor. Am 7. Juli 1820 schickte der Minister der russischen Marine Jean-Baptiste Prevost de Sansac de Traversay (1754–1831) die Ernennungsurkunde als Marine-Astronom für die Schwarzmeer-Flotte.
Auf eigenen Wunsch wurde es Karl Knorre erlaubt, ein halbes Jahr weiter in Dorpat zu studieren. Einen Monat vor seinem zwanzigsten Geburtstag kam er in Nikolajew an. Der Bau des Observatoriums stand unter der Leitung von Admiral Greig.

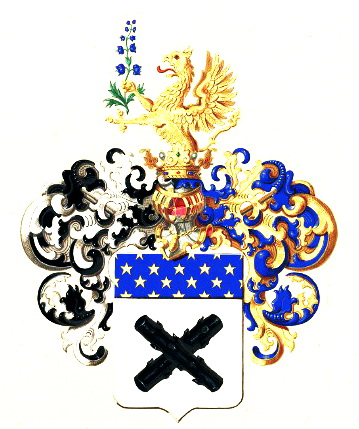
Familienwappen Knorre

Karl Knorre kümmerte sich um die astronomischen Instrumente. Um sich einen Überblick zu verschaffen, reiste er zwei Jahre quer durch Europa und besuchte die führenden Sternwarten und Hersteller von optischen Instrumenten und genauen Chronographen. Unter anderem traf er Astronomen wie Friedrich Wilhelm Bessel, Johann Franz Encke, Heinrich Christian Schumacher in Altona und François Arago in Paris, mit denen er auch später noch Briefkontakt pflegte. Während und nach seiner Reise bestellte er die Instrumente für die Sternwarte, die zu seiner Zeit zu den besten der Welt gehörten, etwa einen drei Fuß großen Meridiankreis von Ertel, einen fünf Fuß großen Refraktor mit einem vier Zoll großen Objektiv von Utzschneider und Fraunhofer. Zu den Besonderheiten gehörte auch ein künstlicher Horizont, der aus einem mit Quecksilber gefüllten verschiebbaren Becken bestand. Die Beobachtungen konnten sowohl direkt als auch indirekt über den künstlichen Horizont erfolgen, um Beobachtungsfehler zu verringern. Während seiner Zeit als Direktor des Observatoriums unterrichtete er außerdem Nautik in der Marineschule. Im Laufe seiner Dienstjahre erreichte er den Rang des Geheimen Rates. Am 24. Oktober 1871, kurz vor Eintritt in den Ruhestand, wurde er schließlich in das Register des erblichen Adels der Adelsversammlung der Provinz Cherson eingetragen.
Nach Übergabe der Sternwarte an seinen Nachfolger übersiedelte er nach Berlin, wohin ihm sein Sohn Viktor Knorre folgte, der ab 1873 als Observator an der Berliner Sternwarte tätig war. Aufgrund der in Russland erfolgten Nobilitierung führte er seit Übersiedlung nach Berlin den Namenszusatz „von“, der von den Familien seiner Kinder fortgeführt wurde. Infolge der Verdienste ihres Vaters Ernst Christoph Friedrich Knorre hatte sein Bruder Carl Theodor Adolph Knorre ein erbliches Wappen verliehen bekommen, das die Familie von Karl Friedrich Knorre in leichter Abwandlung (ohne Eisenhut-Zweig und mit anderer Anordnung der Sterne im Wappenschild) seitdem ebenfalls führt. Seit 1829 war er korrespondierendes Mitglied der Russischen Akademie der Wissenschaften.
Karl Knorre war insgesamt dreimal verheiratet, mit Elisabeth von Dieterichs, Dorothea von Dieterichs und Emilie von Gavel. Er war Vater von 18 Kindern.

## Leistungen als Astronom
Eine seiner wichtigsten Leistungen war die Anfertigung des Blattes Hora IV der Berliner Akademischen Sternkarten. Durch die sehr präzisen Beobachtungen, die Karl Knorre in dieser Karte erfasste, konnten kleine Planeten entdeckt werden, etwa Astraea.  Die Bearbeitung eines weiteren Blattes, die er begonnen hatte, musste er jedoch auf Grund anderweitiger Belastungen aufgeben.
Eine weitere Leistung Knorres war eine Optimierung des Sextanten.
2010 wurde der Asteroid (14339) Knorre nach ihm, seinem Vater und seinem Sohn Viktor benannt.